# Подневич, Валентин Афанасьевич
Валенти́н Афана́сьевич Подневич (21 сентября 1923 — 5 декабря 1943) — старший лейтенант Рабоче-крестьянской Красной Армии, участник Великой Отечественной войны, Герой Советского Союза (1944).

## Биография
Валентин Подневич родился 21 сентября 1923 года в селе Судженка. С 1928 года проживал вместе с семьёй в Новосибирске, где окончил среднюю школу. В ноябре 1941 года Подневич был призван на службу в Рабоче-крестьянскую Красную Армию. В июне 1942 года он окончил Томское артиллерийское училище. С июля того же года — на фронтах Великой Отечественной войны.
К декабрю 1943 года старший лейтенант Валентин Подневич командовал батареей 849-го артиллерийского полка 294-й стрелковой дивизии 52-й армии 2-го Украинского фронта. Отличился во время освобождения Черкасской области Украинской ССР. 1 декабря 1943 года в бою в районе города Смела батарея Подневича, оказавшись в окружении, держала круговую оборону и, нанеся противнику большие потери, прорвалась к своим. 2 декабря в районе хутора Кирилловка артиллеристы батареи уничтожили 3 танка, а на следующий день — ещё 1 танк и 2 самоходных артиллерийских орудия, около 50 солдат и офицеров противника. В критический момент боя Подневич лично вёл огонь из орудий. 4 декабря батарея Подневича уничтожила ещё 3 танка и 1 самоходное артиллерийское орудие. Несмотря на тяжёлые ранения, Подневич продолжал руководить батареей, лично уничтожил вражеский танк. 5 декабря 1943 года он погиб в бою. Первоначально был похоронен в хуторе Кирилловка, позднее перезахоронен на Холме Славы в Черкассах.
Указом Президиума Верховного Совета СССР от 17 мая 1944 года за «образцовое выполнение боевых заданий командования на фронте борьбы с немецкими захватчиками и проявленные при этом мужество и героизм» старший лейтенант Валентин Подневич посмертно был удостоен высокого звания Героя Советского Союза. Также был награждён орденами Ленина и Красной Звезды.
В честь Подневича названы улица и школа в Черкассах. А также улица в городе Новосибирске.